# ラマッカ
ラマッカ（イタリア語: Ramacca）は、イタリア共和国シチリア州カターニア県にある、人口約11,000人の基礎自治体（コムーネ）。

## 地理

### 位置・広がり

#### 隣接コムーネ
隣接するコムーネは以下の通り。括弧内のENはエンナ県、SRはシラクーザ県所属を示す。
- アジーラ (EN)
- アイドーネ (EN)
- アッソロ (EN)
- ベルパッソ
- カステル・ディ・ユーディカ
- レンティーニ (SR)
- ミネーオ
- パラゴニーア
- パテルノー
- ラッドゥーザ